# مزدوران (فیلم)
مزدوران فیلمی به کارگردانی جهانگیر جهانگیری و نویسندگی علیرضا داوودنژاد و اکبر صادقی محصول سال ۱۳۶۳ است.

## خلاصه داستان
عوامل ساواک ناموفق در به حرف آوردن عبدالله، زندانی سیاسی ـ مذهبی، هاشم را که یک زندانی شکنجه گر و وابسته با ساواک است، به سلول او می‌فرستند و او در نهایت تحت تأثیر عبدالله قرار می‌گیرد...

## بازیگران
- کاظم افرندنیا... هاشم
- مهین شهابی... مریم
- جواد گلپایگانی... ابراهیم
- فریبرز سمندرپور... عبدالله
- حسین شهاب... دوست ابراهیم
- محمد ابهری... بیوک خان
- رعنا صفوی... همسر ابراهیم - در تیتراژ فیلم از نام حقیقی وی عصمت امانی استفاده شده
- ملیحه نصیری... همسر بیوک
- منوچهر افسری
- کنعان کیانی
- رحمان مقدم
- خسرو امیرصادقی
- جعفر جهانگیری
- احمد رحیمیان
- محمد گرامی
- منوچهر قرات کنی
- بهرام یازرلو
- عادل آذر
- محمدتقی شریفی